# Panika w Pratapgarh
Panika w Pratapgarh – do której doszło 4 marca 2010 w miejscowości Kunda w stanie Uttar Pradesh. W wyniku wybuchu paniki zginęło 65 osób, ponad 100 zostało rannych.

## Przebieg wydarzeń
Wybuch paniki miał miejsce w świątyni Janki Ram. Podczas modlitw w świątyni drzwi głównej bramy nagle opadły. Setki ludzi zgromadzonych w świątyni zaczęło uciekać nie zwracając uwagi na skutki. Kilkadziesiąt osób zostało stratowanych. Spośród 65 ofiar śmiertelnych było prawdopodobnie 37 dzieci oraz 26 kobiet. Nie odnotowano ofiar wśród mężczyzn. Matki, które w popłochu upadały na swoje dzieci zgniatały je żywcem, same również zostały zgniatane przez przerażone tłumy. Przyczyną upadku drzwi był najprawdopodobniej ich zły stan techniczny. Bramy były remontowane, jednocześnie nie będąc odpowiednio zabezpieczone.